# سلمى كوك
سلمى كوك (بالإنجليزية: Selma Cook) (1964)؛ شاعرة وروائية أسترالية.